# Le Charme

Le Charme este o comună în departamentul Loiret din centrul Franței. În 1 ianuarie 2022 avea o populație de 149 de locuitori.